# François Frédéric Campana

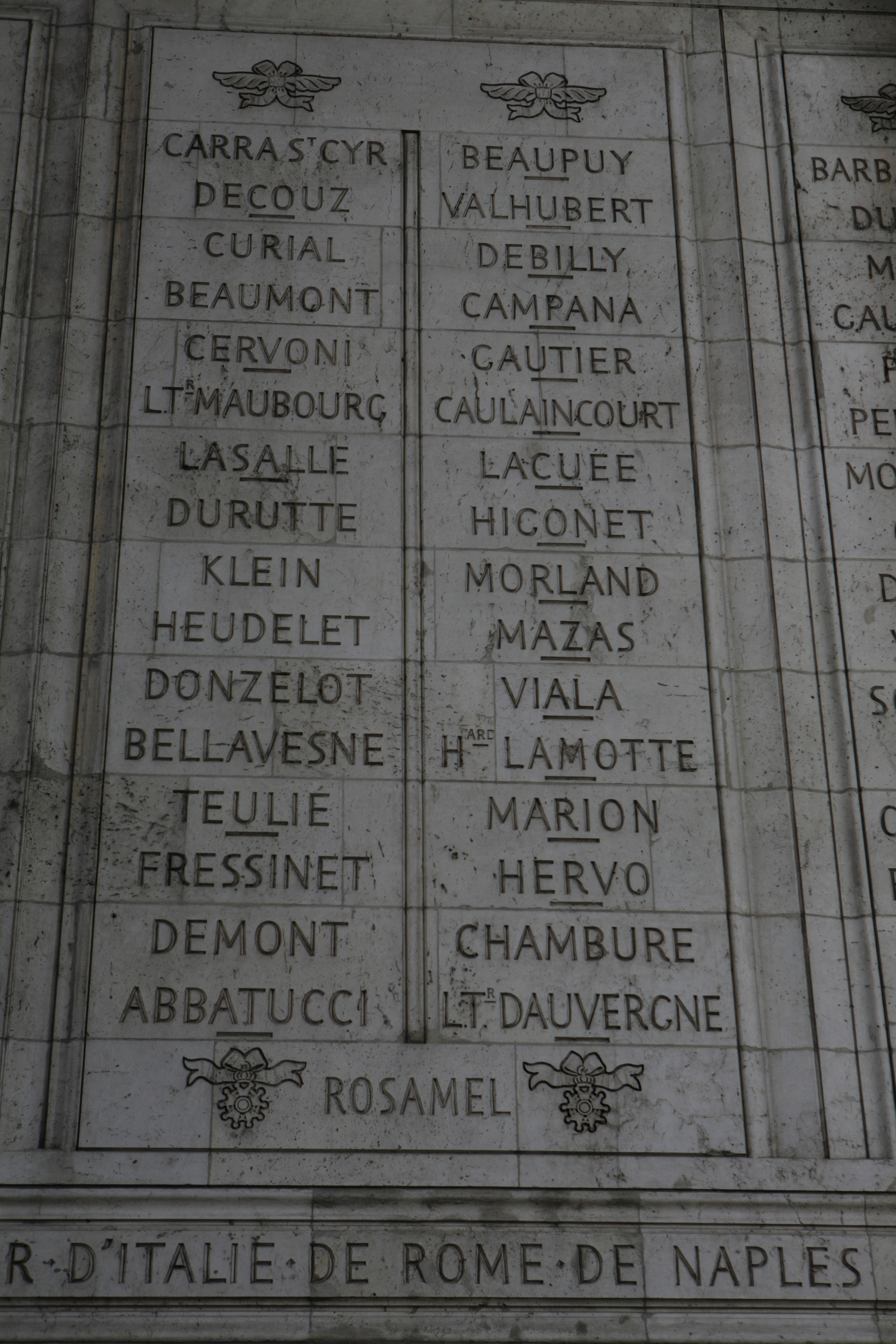
Östlicher Pfeiler, Spalten 17–18

Francesco Federico Campana (* 15. Februar 1771 in Turin, Peveragno oder Cuneo; † 16. Februar 1807 in Ostrołęka) war ein italienischer Brigadegeneral, der in den Armeen von Napoleon Bonaparte diente.

## Leben
Als Kommandeur der Turiner Nationalgarde begann er seine Karriere in der in Italien operierenden französischen Revolutionsarmee (bekannt als Armée d’Italie) und wurde Adjutant des Generals Claude Victor-Perrin. Er kämpfte 1795 im Feldzug gegen die Österreich-Sardinier und wurde in der Schlacht von Loano verwundet. Nachdem er General geworden war, wurde er 1803 Präfekt von Marengo und kämpfte in den Feldzügen 1805, 1806 und 1807. Er wurde 1807 in der Schlacht bei Ostrołęka getötet und auf Befehl Napoleons wurde sein Name auf den Bronzetafeln im Schloss Versailles eingraviert.
Sein Name findet sich auch auf dem Triumphbogen in Paris.